# Shoshanat Ya'akov
Shoshanat Ya'akov (La rosa de Ya'akov) es una oración judía que se encuentra en el Cantar de los Cantares (en hebreo שִׁיר הַשִּׁירִים, Shir Hashirim) en la cual el pueblo judío es comparado a una rosa. Shoshaná (rosa) es una referencia a Shushan (la ciudad de Susa, en la antigua Persia), tal como dice en el Libro de Ester el verso "la ciudad de Shushan celebró y se regocijó" (Ester 8:15). Es una costumbre recitar Shoshanat Ya'akov luego de leer la Meguilá (en hebreo מְגִילַת אֶסְתֵּר, Meguilat Ester, "Rollo —Libro— de Ester") en Purim; las palabras de Shoshanat Ya'akov han sido usadas además para una de las canciones más tradicionales de la fiesta de Purim.

## Transliteración
Shoshanat Ya'akov, Tzahalá Ve-Sameja Birotám Yáchad Tjélet Mordejai T’Shuatám Hayita La-Netzaj Vetikvatám B’Jol Dor Vadór Lehodia She-kol Koveja, Lo Yevoshú ve lo Yikalmu Lanetzaj Kol Hajosím Baj.
Arur Hamán Asher Bikesh Le’Abdí, Baruj Mordejai Hayehudí. Arúra Zeresh, Eshet Mafjidi, Bruj Eshter Ba’adi, Arurim Kol Hareshaim, Berujim Kol Hatzadikim, Vegam Jarvoná Zajur Latóv.

## Traducción al español
La rosa de Jacob (Ya'akov) se llenó de emoción y alegría cuando tuvieron a  Mordejai vestido de azul real. Tu siempre has sido su salvación, su esperanza en cada generación, para dar a conocer que todo quien pone su esperanza en Ti no será puesto en vergüenza, ni estarán por siempre en desgracia todos aquellos que confían en Ti. Maldito sea Hamán, quien trató de destruirme; bendito sea Mordejai el judío. Maldita sea Zeresh la esposa de Hamán, quien me aterrorizó; bendita sea Ester quien intercedió por mí. Malditos sean todos los malvados; benditos sean todos los rectos; y que a Jarvoná se le recuerde favorablemente.
- Datos: Q5810263